# Post-punk revival
Post-punk revival (có các tên gọi khác là "new wave revival", "garage rock revival" hoặc "new rock revolution") là một tiểu thể loại của alternative rock và indie rock phát triển vào cuối thập niên 1990 và đầu thập niên 2000, lấy cảm hứng từ âm thanh gốc và tính thẩm mỹ của dòng nhạc garage rock vào thập niên 1960 và new wave, post-punk vào thập niên 1980. Những ban nhạc gây đột phá đại chúng từ các vùng địa phương trên khắp thế giới gồm có the Strokes, the Libertines, Interpol, the White Stripes, the Hives và the Vines